# 陸思孝
陆思孝，元朝绍兴山阴（今浙江省绍兴市）人。
他是一个樵夫，性情至孝。母亲年老得痢疾，陆思孝求医祈祷很久，不见效。陆思孝想要割下腿上的肉煮烂给母亲食用。据说他忽然梦中好像有神人授给他药剂，陆思孝得到后非常惊异，当即给母亲服用，母亲得病就好了。